# Хеллеманс, Грет
Грет Хеллеманс (нидерл. Greet Hellemans; род. 25 мая 1959) — голландская спортсменка, гребчиха. Призёр Летних Олимпийских игр 1984 года.

## Биография
Грет Хеллеманс родилась 25 мая 1959 года в нидерландском городе Гронинген. Тренировалась в клубе «KGR De Hunze», Гронинген. Профессиональную карьеру гребца начала с 1998 года.
Самым успешным в карьере Хеллеманс стало участие Летних Олимпийских играх 1984 года в Лос Анжелесе. В составе голландкой двойки парной во время финального заплыва её пара финишировала второй. Голландские гребцы обогнали соперников из Канады (3е место), но уступили первенство команде из Румынии (1е место). Бронзовая медаль была завоёвана в заплыве восьмёрок c рулевой. Голландская команда финишировала третей (3:02.92), уступив первенство соперницам из Румынии (3:00.87 — 2е место) и США (2:59.80 — 1е место).